# Ilse Weber
Ilse Weber (Witkowitz, al costat d'Ostrava, 11 de gener de 1903-Auschwitz, 6 d'octubre de 1944) va ser una escriptora i compositora jueva.

## Biografia
El seu cognom natal era Herlinger. Va créixer en un ambient multicultural. Va assistir a classe en un col·legi alemany, però va tenir també contacte amb txecs i polonesos, ja que la seva mare regentava un cafè, en el qual, més endavant, Ilse va ajudar la seva mare. Va començar a escriure a l'edat de 14 anys, per exemple contes infantils jueus o petites obres de teatre per a nens. Es van publicar en diferents diaris i revistes alemanyes, txeques, austríaques i suïsses. El 1930 es va casar amb Willi Weber.
Amb l'arribada dels nazis al poder, molts dels seus amics van emigrar. Ella i el seu marit no van voler fer-ho. Va aconseguir que el seu fill gran, Hanus, sortís cap a Suècia, a casa d'uns amics. Però ella, el seu marit i el seu fill petit van ser portats a Praga. D'allà, el 6 de febrer de 1942 va ser deportada a Theresienstadt. Allà, separada del seu marit i el seu fill, va treballar com a infermera a la infermeria pediàtrica durant dos anys per als nens del campament. Hi havia 15.000 nens, dels quals només en van sobreviure 1.000. Va compondre una seixantena de poemes que ella mateixa va musicar i que cantava als nens i als ancians com a cançons de bressol, acompanyada d'una guitarra.
El 1944 va ser portada amb el seu fill i els nens de l'asil a Auschwitz. El 6 d'octubre de 1944 va ser assassinada en el camp de concentració d'Auschwitz, junt amb el seu fill Tommy. Es diu que camí de la cambra de gas anava cantant als nens una cançó de bressol que ella mateixa havia compost (Wiegala).
A Theresienstadt va escriure el llibre de poemes In deinen Mauern wohnt das Leid (Dins d'aquests murs hi viuen les penes), que no es va publicar fins a 1991. El seu marit va sobreviure als camps d'extermini, encara que greument malalt. Va ser ell qui va reunir les obres d'Ilse i les va publicar. El fill gran, que actualment viu a Estocolm, va escriure la biografia de sa mare titulada Una història d'amor sense un final feliç.

## Obra
- Ilse Weber: In deinen Mauern wohnt das Leid. Gedichte aus dem KZ Theresienstadt. Gerlingen: Bleicher, 1991. ISBN 978-3-88350-718-7.

Algunes de les seves cançons figuren al disc, entre aquestes la tristament cèlebre Wiegalah.
- Anne Sofie von Otter, Daniel Hope, Bengt Forsberg i d'altres: Terezin/Theresienstadt. Deutsche Grammophon Gesellschaft, 2007.